# Golder Associés
Pour les articles homonymes, voir Golder.
Golder Associés est une société d'expert-conseil créée au Canada (Toronto) par Hugues Golder et ses associés en 1960. Initialement spécialisée en géotechnique  et mécanique des sols, l’entreprise détenue entièrement par ses employés compte en 2011 plus de 7000 employés, dans plus de 160 bureaux répartis dans 30 pays sur 5 continents. Depuis sa fondation, elle s’est diversifiée en offrant des services en environnement et en géo-ingénierie pour divers secteurs de marché, notamment : l’exploitation minière, l'industrie manufacturière, pétrole et gaz naturel, énergie, gestion des matières résiduelles, transport et infrastructures, ressources en eau, agriculture, ressources forestières, finances, assurances, immobilier et affaires juridiques.

## Principales réalisations
- Conception des fondations de la tour Nakheel à Dubaï, plus haut gratte-ciel du monde qui devrait atteindre 1 km de hauteur (2008)
- Gagnant d'un "Canadian Consulting Engineering Awards" en 2002 dans la catégorie industrie et mine[4] pour la conception et services d'ingénierie du barrage d'Antamina au Pérou, plus grand barrage en enrochement à paroi en béton du monde (1999-2000)
- Décontamination de l'aéroport Kai Tak de Hong Kong  (1998)
- Gagnant de 2 "Engineering Excellence Awards" pour la conception du parc à résidu minier de la mine Gold Ridge aux Salomon (1998)

- Conception des fondations du Pont de la Confédération au Canada (1997)

## Faits remarquables
- 160 bureaux à travers le monde
- Plus de 6000 clients
- Plus de 12 000 projets annuellement
- Actifs dans plus de 150 pays
- Régulièrement classé comme une des meilleures firmes de design et d'ingénierie par "Engineering News Record Magazine"
- Gagnant du concours "la meilleure firme où travailler" en Afrique, Australie, Canada, Europe et États-Unis au cours de 5 dernières années.